# Irak na Letnich Igrzyskach Olimpijskich 1964
Irak na Letnich Igrzyskach Olimpijskich 1964 reprezentowało 13 zawodników (wszyscy mężczyźni). Reprezentanci Iraku nie zdobyli żadnego medalu na tych igrzyskach.